# Slag bij Flodden Field
De Slag bij Flodden of  Flodden Field was een strijd in Northumberland, in het noorden van Engeland op 9 september 1513 tussen een Schots invasieleger onder leiding van Jacobus IV van Schotland en een Engels leger onder leiding van Thomas Howard, 2de hertog van Norfolk. De slag eindigde met een bloedige nederlaag van de Schotten. Het was de grootste strijd tussen beide landen, in termen van aantal deelnemers.

## Wat voorafging
Als gevolg van de Oorlog van de Liga van Kamerijk, onderdeel van de Italiaanse Oorlogen, viel Engeland in 1513 Frankrijk binnen. Ook tegenover Schotland had de nieuwe koning van Engeland Hendrik VIII een enigszins vijandige houding aangenomen, vanwege de opkomende macht van Schotland. Schotland had via een oud verbond relaties met Frankrijk en ook de eerdere Engelse overwinningen in het grensgebied zaten nog vers in het geheugen. Jacobus zocht daarom steun bij Lodewijk XII van Frankrijk, verklaarde op 11 augustus Engeland de oorlog en viel met een groot leger Engeland binnen. Hendrik had hier echter rekening mee gehouden en de verdediging van Engeland reeds in handen van Thomas Howard, graaf van Surrey, gegeven. Deze had nog voor Richard III in de Slag bij Bosworth gevochten en had heel veel ervaring. Helaas telde hij ook heel veel jaren: hij was immers al 70 jaar en kon door jicht nog nauwelijks lopen.
Op 18 augustus vertrok Jacobus vanuit zijn hoofdstad Edinburgh in de richting van de grens.

## Opstelling van de legers

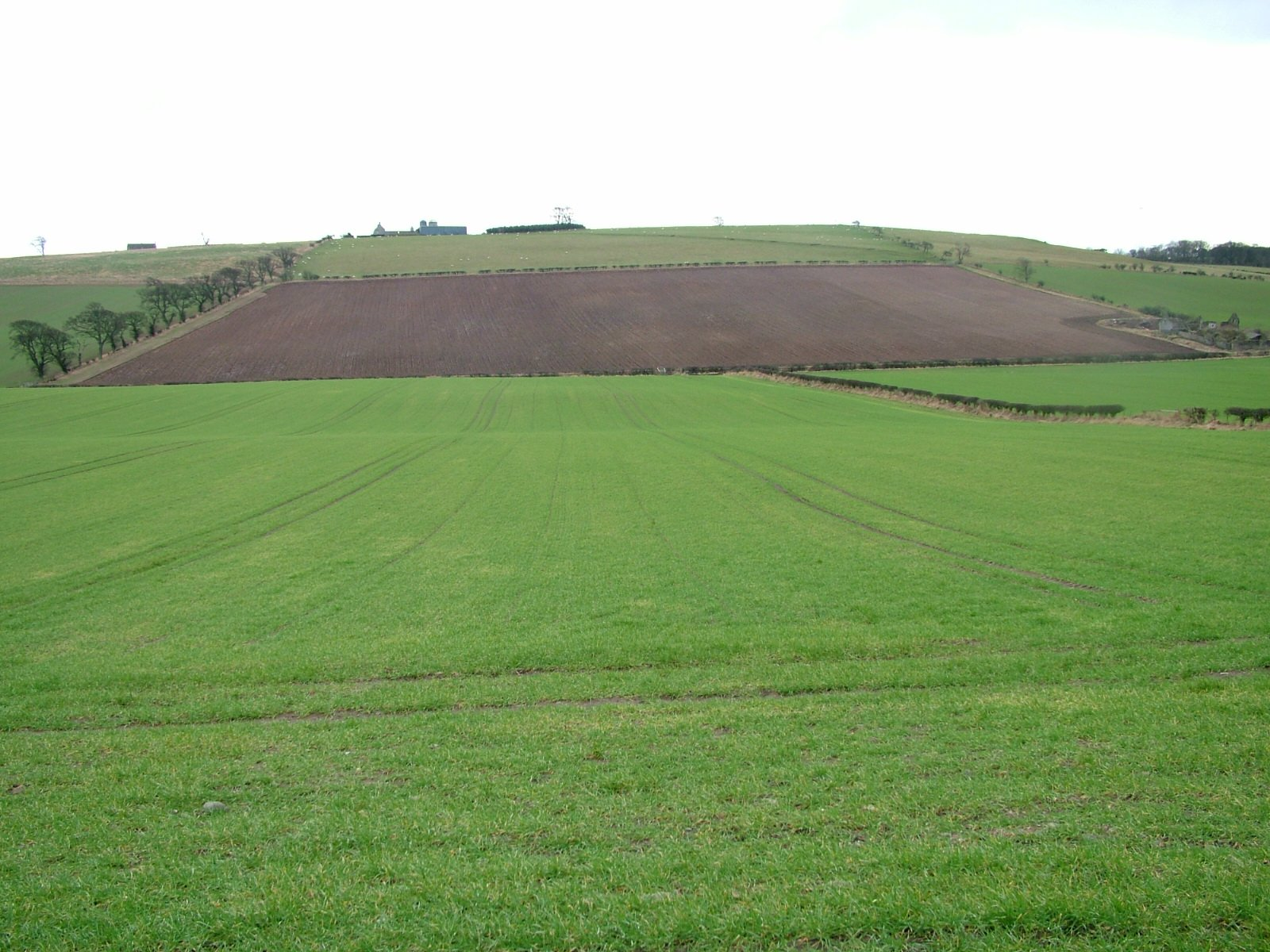
Westelijke zijde van het slagveld

Toen hij de grens bereikte, had hij meer dan 40.000 soldaten bij zich. Hij stak de Tweed over nabij Norham en trad zo Engeland binnen. Hij vernietigde eerst een paar grensversterkingen en zette toen koers naar Flodden, ten zuidoosten van Branxton.
Hier sloeg hij een kampement op, liet zijn soldaten geulen voor zijn kanonnen graven en wachtte vervolgens gewoon af tot de Engelsen zouden komen.

### Het Engelse leger
Het Engelse leger arriveerde op 5 september in Bolton-in-Glendale. Het leger was verdeeld in 2 divisies met kleinere eenheden op de flank. De voorhoede werd aangevoerd door Howards zoon Thomas Howard jr. en telde zo'n 9000 man. De flanken stonden onder bevel van Edmund Howard, Howards jongste zoon, en Marmaduke Constable. Ze hadden respectievelijk 3000 en 1000 man onder hun bevel. Howard zelf had 5000 man onder zijn bevel. Hij werd geflankeerd door Thomas Dacre (3000) en Edward Stanley (3000).

### Het Schotse leger
Door desertie was het Schotse leger reeds verkleind tot 34.000 man. Jacobus verdeelde het leger in 5 eenheden. Uiterst links werd de eenheid van Alexander Home geplaatst, rechts van hen de piekeniers onder leiding van de graaf van Errol, centraal de koning zelf, rechts van hem de piekeniers van Bothwell en uiterst rechts de groep Hooglanders van Lennox. Elk van deze eenheden telde zo'n 4 tot 5000 man. Alleen de eenheid van Jacobus zelf telde zo'n 9000 man.

## De slag bij Flodden
Howard verwachtte een Schotse aanval, maar tot zijn ontzetting bleven de Schotten in hun stellingen wachten. Howard zag zich genoodzaakt een groot risico te nemen en stuurde zijn leger achter het Schotse om. Zo sneed hij de weg naar Schotland af maar hiervoor was kundig gebruik van het terrein nodig.
Terwijl de Engelsen nog bezig waren hun nieuwe posities in te nemen, stond Jacobus te popelen om in de aanval te gaan. Hij zette zichzelf in de voorste linie en beval de artillerie het vuur te openen. Dit bracht geen grote gebeurtenissen teweeg, behalve dat de Engelsen het vuur beantwoordden. Door enkele voltreffers op de Schotse linies begonnen deze sneller op te rukken en werd de formatie verstoord. Het Engelse centrum werd uiteengeslagen en het was Dacre die de Engelsen voor een catastrofe behoedde.
Vervolgens raakten de piekeniers van Bothwell slaags met de voorhoede van Howard jr. Hier werd duidelijk dat de Engelse hellebaard efficiënter was dan de Schotse piek. Toch leidde Jacobus zijn mannen tot vlak bij de standaard van Howard, maar hij kon door de hardnekkige verdediging niet verder oprukken. Terwijl de Engelsen oprukten langs de modderige flanken van Flodden Hill, begonnen de achterste delen van het Schotse leger zich terug te trekken. Voor de meeste Schotten was dit echter geen optie meer en zij werden allen afgemaakt.

## Gevolgen
Toen de ochtend aanbrak, zagen de Engelsen pas hoe groot hun overwinning was. Ze namen de achtergelaten artillerie mee en vonden het lijk van Jacobus IV. De Schotten waren vernietigend verslagen en de adel was gedecimeerd.
 De Engelse overwinning had weliswaar tot gevolg dat de Schotten minstens één generatie geen oorlog meer konden voeren met Engeland, maar de Engelsen zelf waren niet in staat de overwinning om te zetten in betere resultaten. Een eeuw lang zouden er alleen schermutselingen plaatsvinden in het grensgebied.